# Kirti Gompa
| Tibetische Bezeichnung            |
| --------------------------------- |
| Tibetische Schrift: ཀིརྟི་དགོན        |
| Wylie-Transliteration: kirti dgon |
| Chinesische Bezeichnung           |
| Vereinfacht: 格尔登寺             |
| Pinyin:Ge'erdeng si               |

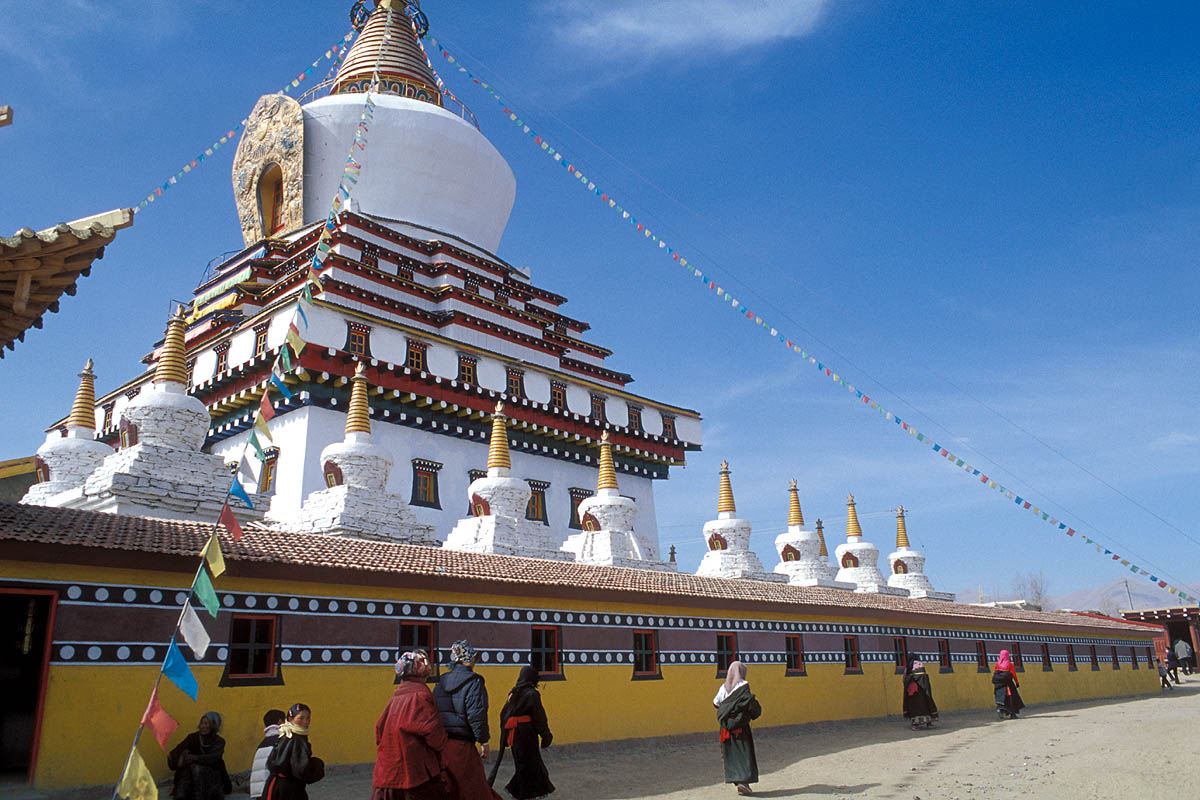
Kirti-Kloster im Kreis Ngawa, Sichuan

Das Kirti-Kloster (tibetisch kirti dgon; chinesisch Ge'erdeng Si 格尔登寺) ist ein bedeutendes Kloster der Gelug-Schule des tibetischen Buddhismus in der osttibetischen Kulturregion Amdo. Es liegt im Nordwesten der Großgemeinde Ngawa des Kreises Ngawa des Autonomen Bezirks Ngawa der Tibeter und Qiang im Norden der chinesischen Provinz Sichuan. Das Kloster wurde 1870 gegründet. Das Kloster ist ein Filialkloster des Klosters Lhamo Kirti in Zoigê (Dzoge), Sichuan und beheimatet derzeit etwa 2.300 Mönche.
Die bedeutendste Inkarnationsreihe des Klosters ist die der Kirti Rinpoches, die auf Rongchen Gendün Gyeltshen (rong chen dge 'dun rgyal mtshan; 1374–1450) zurückgeht.
Kirti Tsenshab Rinpoche (1926–2006) gründete im April 1990 ein Kirti-Kloster in Dharamsala, Indien.

## Aktuelle Situation
Am 27. Februar 2009 zündete sich der Mönch Lobsang Trashi aus dem Kloster Kirti selbst an, weil er für Tibets Freiheit protestieren wollte. Am 16. März 2011 starb ein Mönch des Klosters, Lobsang Phüntshog Jerutshang, nachdem er sich selbst anlässlich des dritten Jahrestages eines Aufstandes 2008 in Brand steckte. Daraufhin blockierten chinesische Sicherheitskräfte unter massivem Protest der ansässigen Bevölkerung gewaltsam das Kloster und erlaubten niemandem das Kloster zu verlassen oder zu betreten.
In der Nacht des 21. Aprils wurden 300 Mönche von den Sicherheitskräften verschleppt und an einen unbekannten Ort gebracht, wo sie laut staatlichen chinesischen Medien einer „Kampagne in Moralerziehung“ unterzogen würden.
Kurz nachdem Ende September drei Mönche in Zusammenhang mit der Selbstverbrennung von Lobsang Phüntshog Jerutshang verhaftet wurden, zündeten sich erneut zwei Kirti-Mönche, Lobsang Könchog und Lobsang Kelsang an. Lobsang Könchog wurden alle vier Gliedmaßen amputiert, Lobsang Kelsang befindet sich derzeit in einem Krankenhaus. Innerhalb weniger Tage setzten sich vier weitere Mönche des Klosters, Kelsang Wangchug, Khaying, Chöpel und Norbu Damdröl in Brand. Am 17. Oktober gab es dann das erste weibliche Opfer in dieser Serie von Selbstverbrennungen: die 20-jährige Nonne Tendzin Wangmo. Anschließend haben sich aus dem Kloster Kirti noch neun weitere Mönche selbst in Brand gesetzt. Auch zwei Nonnen setzten sich selbst in Brand.